# Меленг, Гастон
Гастон Меленг (фр. Gaston Mélingue; 26 июля 1839, Париж — 11 января 1914, там же) — французский исторический живописец.

## Биография
Родился в Париже в семье известного в своё время актёра и скульптор-любителя Этьена Марена Меленга и его супруги, также актрисы, Теодорины Тиссе, игравшей на сцене Комеди-Франсез и известной под кратким сценическим именем «мадам Меленг» (до замужества — «мадемуазель Теодорина»).
И Гастон, и его младший брат Люсьен выбрали для себя карьеру художников. Люсьен Меленг учился живописи у Леона Конье. С начала 1860-х годов он регулярно выставлял свои картины на Парижском салоне.
Как художник, Меленг специализировался в основном на сценах из недавней французской истории, при этом зачастую выбирал для своих картин достаточно неординарные сюжеты. Помимо Парижа, он любил работать в Нормандии — в прибрежном городе Кане, а также в одной из деревень в окрестностях, где его отец выстроил семейный летний дом.
В 1902 Гастон Меленг подарил театру Комеди-Франсез собственноручно написанный портрет матери.
В отличие от брата, Гастон прожил достаточно долгую жизнь. Он скончался в Париже в 1914 году. Многие из своих картин он завещал парижскому музею Карнавале. Кроме того, работы Гастона Меленга хранятся в музеях изящных искусств Марселя, Кемпера, Ренна и в ряде других. Одна из картин Меленга, хранившаяся в музее изящных искусств Кана, была уничтожена в результате событий Второй мировой войны. Некоторые картины находятся в частных собраниях.

## Галерея

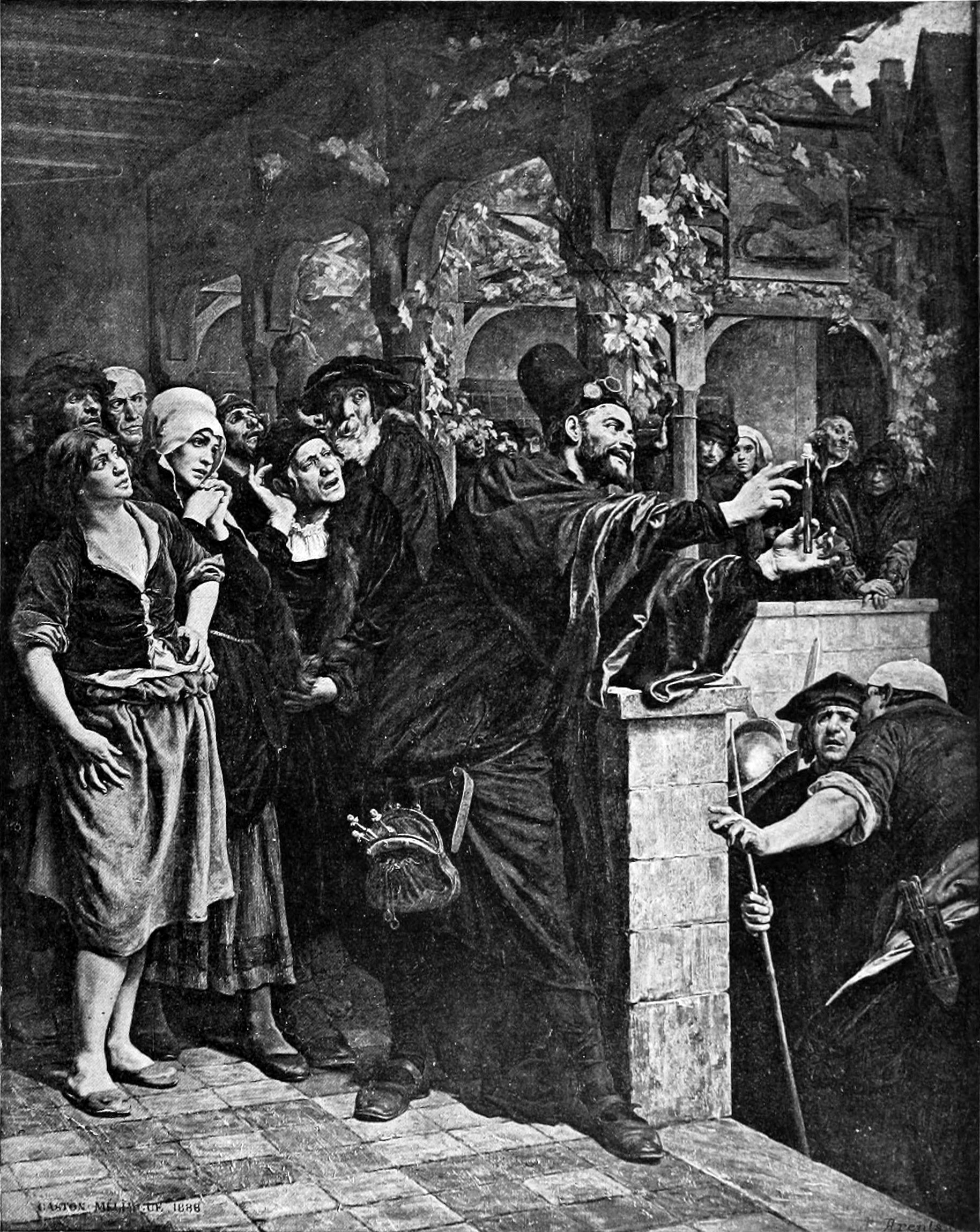
«Le quart d'heure de Rabelais»[Комм. 1].
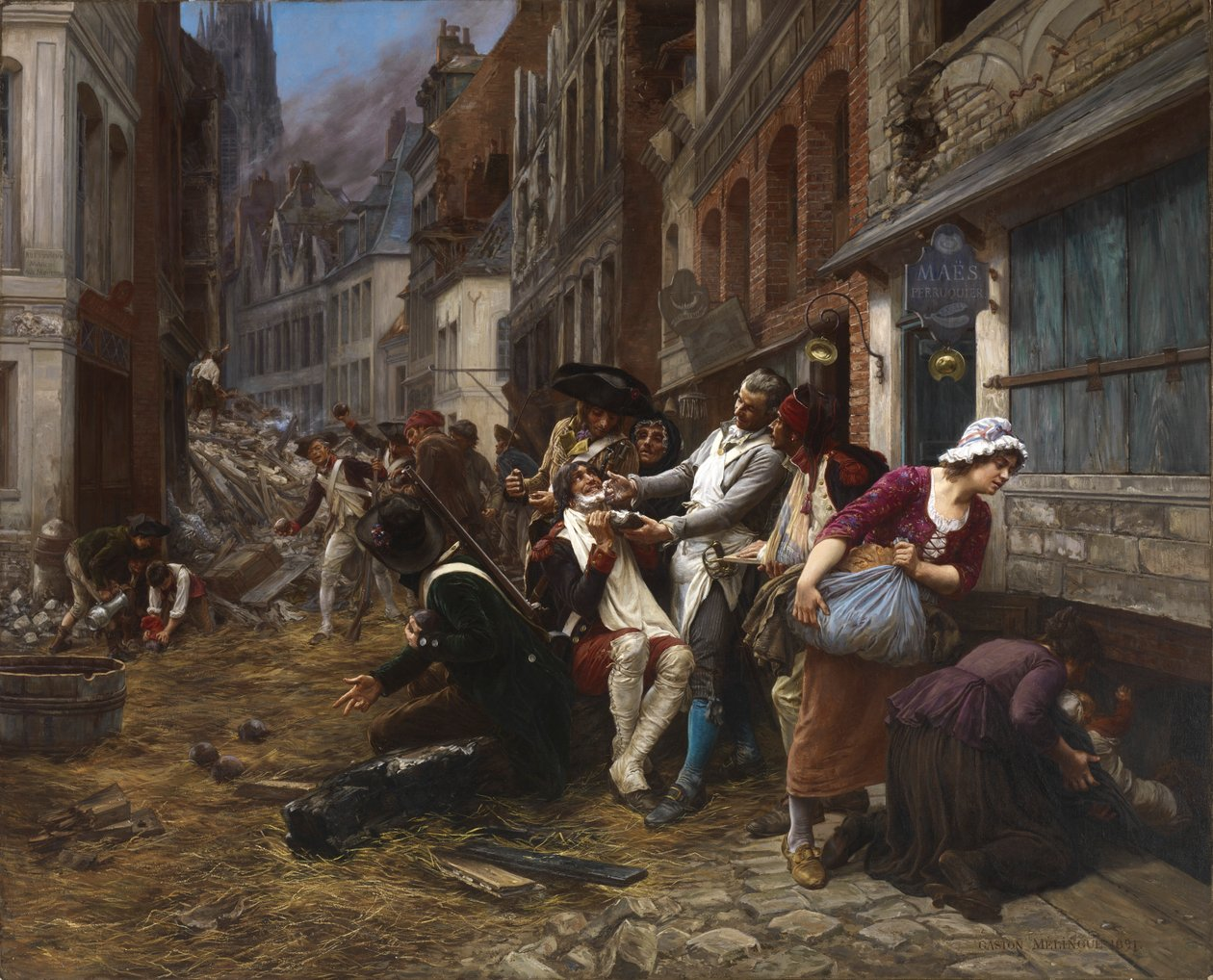
Эпизод осады Лилля австрийцами в 1792 году[Комм. 2]. 1891, Смитсоновский музей американского искусства, Вашингтон, округ Колумбия.
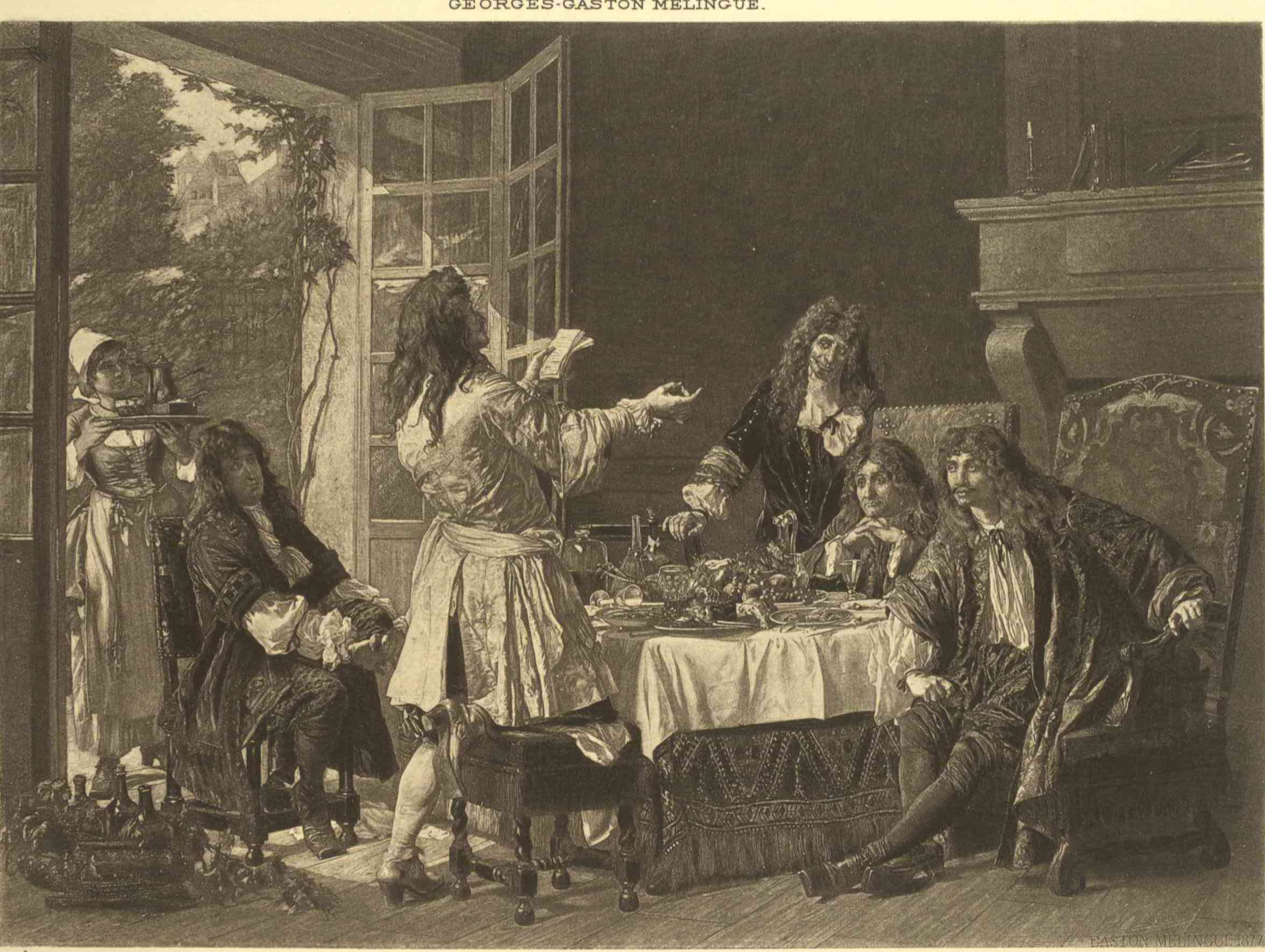
Ужин в доме Мольера. Гравюра с картины Гастона Меленга
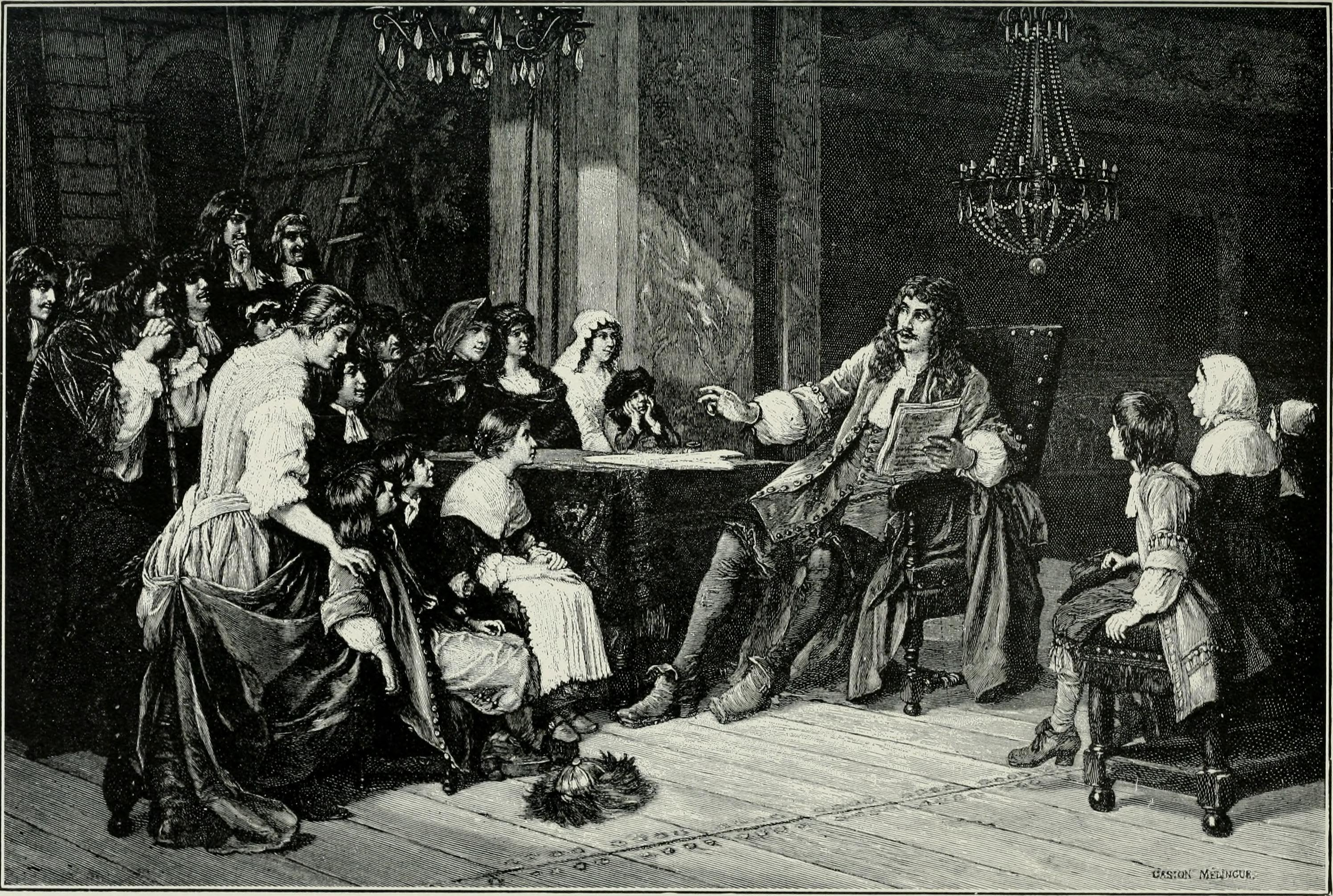
Мольер, читающий свои произведения. Гравюра с картины Гастона Меленга
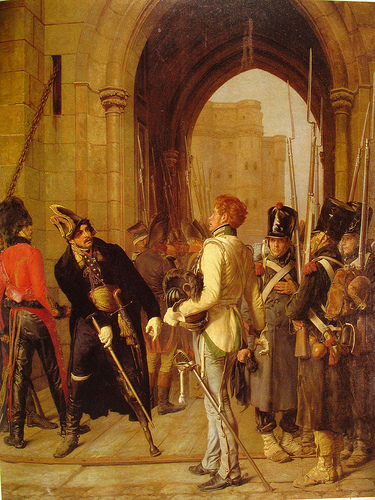
Генерал Домениль отказывается сдавать Венсенский замок[Комм. 3].
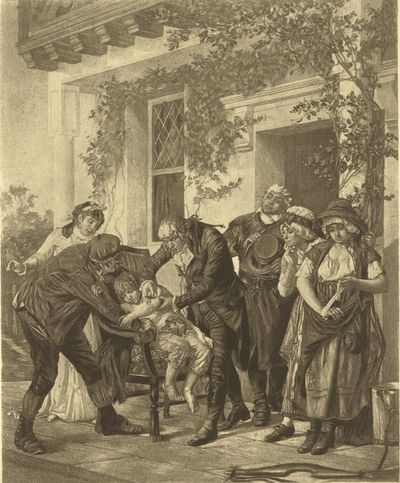
Доктор Эдвард Дженнер 14 мая 1796 года производит первое вакцинирование от оспы (восьмилетнего мальчика Джеймса Фиппса (1788–1853))